# Batalla del bosque de Baduhenna
La batalla del bosque de Baduhenna fue un combate librado en la Germania Magna, cerca de la moderna Heiloo, en los Países Bajos, en el año 28 entre los frisones y el ejército romano, que dirigía el general Lucio Apronio. El nombre Baduhenna, originario en latín, pero también denominado Baduena, era el nombre de una deidad del panteón frisón.

## Historia
La primera mención de la existencia de los frisones aparece a causa de la guerra de Druso el Mayor contra las tribus germánicas del Rin y contra los caucos en el año 12 a. C. Los romanos decidieron no lanzarse a un nuevo ataque tras la contienda contra los germanos, si bien estos fueron vencidos. Necesitaban cruzar territorio germano para conectar la extensión de la conquista con la actual costa holandesa. Druso les había acusado de dar un tributo moderado. Frente a las negativas de los frisones de ceder, se exigió mediante la brutalidad dicho pago, diezmando primero los rebaños con los que se sustentaban, para pasar más tarde a la confiscación de tierras y a la toma de esposas e hijos como esclavos. En el año 28, los frisones decidieron sublevarse y ahorcaron a los soldados romanos que estaban asentados en la zona en misión recaudadora, obligando al gobernador a huir a un fuerte que fue rodeado.
El comentario más amplio de aquel conflicto, y de la posterior batalla del bosque de Baduhenna, la dio el escritor Tácito, hablando de ella en su obra Anales.

Una vez conocido el hecho, el propretor de Baja Germania, Lucio Apronio, convocó a la provincia a la mayor parte de los legionarios veteranos y también algunas tropas auxiliares y caballería. Inmediatamente después de transportarlos a través del Rin, los arrojó sobre los frisones, liberando rápidamente el asedio de la fortaleza y dispersando a los rebeldes que defendían sus posesiones. Luego comenzó a construir caminos sólidos y puentes sobre los estuarios vecinos para facilitar el paso de tropas pesadas, y mientras tanto, al encontrar un vado, ordenó [a] la caballería de cananefates [ir] por delante de toda la infantería [auxiliar] alemana, para atacar al enemigo desde la retaguardia. Ya en formación de batalla, pudieron retirar nuestra caballería auxiliar y también el legionario enviado para ayudar hasta tres cohortes ligeras y luego dos más y después de algún tiempo se ordenó atacar a toda la caballería. Serían lo suficientemente poderosos si hubieran atacado juntos, pero al llegar a intervalos como lo hicieron, ya no dieron coraje a los que fueron repelidos, y se vieron abrumados por el pánico de los fugitivos. Apronio encargó al resto de los auxiliares de Cathegus Labeo, el comandante de la quinta legión, pero él también, al encontrar a sus hombres y su posición crítica y en peligro extremo, envió mensajeros pidiendo toda la fuerza de las legiones. Los soldados dieron un paso adelante y empujaron al enemigo hacia atrás en un combate feroz y salvaron a nuestros secuaces y caballería, que estaban exhaustos por sus heridas. Pero el general romano no buscó venganza ni enterró a los muertos, aunque murieron muchos tribunos y centuriones de primera clase. Poco después, los desertores descubrieron que novecientos romanos fueron destrozados en un bosque llamado Baduhenna. Después de prolongar la batalla hasta el día siguiente, otro grupo de cuatrocientos [hombres] que habían conquistado la casa de un tal Cruptotrix, que alguna vez había sido un soldado en nuestra nómina, por temor a la traición, murieron en un asesinato mutuo..
Tácito. Anales, Volumen IV.

Por alguna razón, los romanos no intentaron vengarse y el asunto terminó allí. El prestigio de los frisones entre sus vecinos aumentó considerablemente.